# ديفيد إيستمان
ديفيد إيستمان (بالإنجليزية: David Eastman)‏ هو موظف مدني أسترالي، ولد في 29 سبتمبر 1945.